# Cheilopogon cyanopterus
Cá chuồn xanh , tên khoa học Cheilopogon cyanopterus, là một loài cá chuồn trong họ Exocoetidae.